# Stepan
Stepan (în ucraineană Степань) este o așezare de tip urban din raionul Sarnî, regiunea Rivne, Ucraina. În afara localității principale, mai cuprinde și satele Dvireț, Hrușivka, Kalînivka, Melnîțea și Trudî.

## Demografie
Componența lingvistică a așezării de tip urban Stepan
     Ucraineană (99,41%)
     Alte limbi (0,49%)
Conform recensământului din 2001, majoritatea populației așezării de tip urban Stepan era vorbitoare de ucraineană (99,41%), existând în minoritate și vorbitori de alte limbi.